# Лолия Павлина
Лолия Павлина (на латински: Lollia Paulina; † 49 г.) е римска императрица, втора съпруга на император Калигула.

## Произход
Лолия Павлина произхожда от видно патрицианско семейство. Тя е дъщеря на консула Марк Лолий Павлин Младши, син на генерал Марк Лолий. Майка ѝ е Волузия Сатурнина, сестра на сенатора Луций Волузий Сатурнин. Майката на Волузия е близка родинина на император Тиберий. По-малката сестра на Лолия Павлина е Лолия Сатурнина, която е съпруга на консула Децим Валерий Азиатик. Двете сестри са прочути с красотата и грацията си.

## Брак с Публий Мемий Регул
Лолия Павлина получава в наследство от дядо си Марк Лолий огромно богатство. В началото на 30-те тя се омъжва за Публий Мемий Регул, консул през 31 г. Той председателства заседанието на сената, на което е произнесена смъртната присъда на Луций Елий Сеян. Публий Регул лично съпровожда Сеян до мястото на екзекуцията. През 35 г. Регул е назначен от Тиберий за легат на Македония, Ахея и Мизия. Лолия Павлина е втора съпруга на Регул, чиято първа жена е неизвестна, но от първия си брак той има син – Гай Мемий Регул.

## Римска императрица
В края на 37 г. Калигула, научава за красотата и богатството на Лолия Павлина, призовава нея и съпруга ѝ в Рим. Императорът принуждава Публий Регул да се разведе с Лолия Павлия и сам я взима за жена в началото на 38 г. Бракът на Лолия Павлина и Калигула продължава около шест месеца, след което Калигула се развежда с нея под предлог, че тя е безплодна. На Лолия Павлина било забранено да се омъжва за когото и да било, въпреки че Публий Регул, който се намирал в Рим, проявява желание да се оженят отново. В началото на 39 г. сестра ѝ Лолия Сатурнина, става любовница на императора.

## Следващи години
След убийството на Месалина през 48 г., Лолия Павлина е предложена за втора съпруга на император Клавдий, но той избира племенницата си Агрипина Младша. Агрипина възневидяла Лолия Павлина и през 49 г. повдигнала срещу нея обвинение в магьосничество. Лолия Павлина е осъдена на заточение, а имуществото ѝ е конфискувано. Тацит разказва, че след като била прогонена от Рим, Лолия Павлина е принудена да извърши самоубийство, след което главата ѝ е изпратена на Агрипина.
През 59 г. по заповед на император Нерон останките на Лолия Павлина са пренесени в Рим, където за нея е построена гробница.
Плиний Стари споменава, че името на Лолия Павлина става синоним на показност и разточителство. Според легендата на официални приеми и вечери Лолия Павлина носила голяма част от наследството си под форма на бижута, чиято стойност възлизала на 40 млн. сестерции.